# Ak Ana
 (mai 2024).
La mise en forme du texte ne suit pas les recommandations de Wikipédia : il faut le « wikifier ».
Les points d'amélioration suivants sont les cas les plus fréquents. Le détail des points à revoir est peut-être précisé sur la page de discussion.
- Les titres sont pré-formatés par le logiciel. Ils ne sont ni en capitales, ni en gras.
- Le texte ne doit pas être écrit en capitales (les noms de famille non plus), ni en gras, ni en italique, ni en « petit »…
- Le gras n'est utilisé que pour surligner le titre de l'article dans l'introduction, une seule fois.
- L'italique est rarement utilisé : mots en langue étrangère, titres d'œuvres, noms de bateaux, etc.
- Les citations ne sont pas en italique mais en corps de texte normal. Elles sont entourées par des guillemets français : « et ».
- Les listes à puces sont à éviter, des paragraphes rédigés étant largement préférés. Les tableaux sont à réserver à la présentation de données structurées (résultats, etc.).
- Les appels de note de bas de page (petits chiffres en exposant, introduits par l'outil «  Source ») sont à placer entre la fin de phrase et le point final[comme ça].
- Les liens internes (vers d'autres articles de Wikipédia) sont à choisir avec parcimonie. Créez des liens vers des articles approfondissant le sujet. Les termes génériques sans rapport avec le sujet sont à éviter, ainsi que les répétitions de liens vers un même terme.
- Les liens externes sont à placer uniquement dans une section « Liens externes », à la fin de l'article. Ces liens sont à choisir avec parcimonie suivant les règles définies. Si un lien sert de source à l'article, son insertion dans le texte est à faire par les notes de bas de page.
- La présentation des références doit suivre les conventions bibliographiques. Il est recommandé d'utiliser les modèles {{Ouvrage}}, {{Chapitre}}, {{Article}}, {{Lien web}} et/ou {{Bibliographie}}. Le mode d'édition visuel peut mettre en forme automatiquement les références.
- Insérer une infobox (cadre d'informations à droite) n'est pas obligatoire pour parachever la mise en page.

Pour une aide détaillée, merci de consulter Aide:Wikification.
Si vous pensez que ces points ont été résolus, vous pouvez retirer ce bandeau et améliorer la mise en forme d'un autre article.
Ak Ana - Déesse de la mer dans la mythologie turque, tatare, altaïenne, iakoute et tchouvache. Dans diverses langues turciques, elle est également connue sous les noms de Ag Ana, Ürüng Ene, Shura (Sura, Sor) Ene. Les Mongols l'appellent Sagan (Sagagan, Saj) Ece.

## Caractéristiques
Alors que rien n'avait encore été créé et qu'il n'y avait que de l'eau sans fin, elle émergea des eaux sans fin, inspira au Dieu Ulgen la création, et replongea dans les eaux. Elle a un corps de lumière (incorporel). Sur sa tête se trouvent d'élégantes cornes qui symbolisent le pouvoir et ressemblent à une couronne. En dessous se trouve une très longue queue de poisson, comme celle d'une sirène. Sa queue est légèrement bleutée. Elle est entourée d'étoiles de mer. Elle a commencé le cycle de la vie en donnant une âme à tout ce qui concerne le début de la vie. Elle vit dans la mer Méditerranée. Dans certains mythes, l'ancêtre des Göktürks a épousé la mère Eau, qui a pris la forme d'un cerf. Dans plusieurs mythes, l'être qui sort toujours de la mer est représenté sous la forme d'un cerf. La couleur blanche symbolise l'eau et la propreté. En iakoute, le mot Ürüng signifie blanc et argent. En mongol, elle est connue sous le nom de Ehe Üreng. Selon les Mongols, Ekhe Hatun a créé la terre en déposant la boue des profondeurs sur le dos d'une tortue. Elle est également liée à la déesse de la rivière nommée Aka en iakoute et à la déesse mère appelée Aka en Anatolie. 

## Aka
Aka (Aha, Eke, Ehe, Ekhe) – Déesse des fleuves anatolienne. C'est une déesse originaire des anciennes cultures anatoliennes. Elle provient de civilisations antérieures aux Turcs. Elle est la protectrice des créatures vivant dans les rivières et les ruisseaux. Selon un point de vue, ce seraient les mêmes êtres en raison de leur similitude avec Ak Ana. Le mot aka exprime le sens ou la propriété du grand frère . Il contient également le contenu de la blancheur. Dans la culture populaire mongole, elle est connue sous le nom d'Eke Hatan ou Ehe Üreng (Mère Blanche). Selon une rumeur, elle aurait demandé à la tortue d'enlever la boue. Ici, Eke Hatan (Aka Hatun), en tant que déesse fluviale, porte les caractéristiques de Ak Ana émergeant des eaux dans la culture turque.

## Étymologie
Il est dérivé de la racine (Ağ/Ak). Il porte des significations telles que pleurer, couler, blanchir, rayonner, monter, monter ou descendre, créer. La pureté, l'intégrité et l'innocence sont métaphoriquement incluses dans le contenu du sens.

## Voir également
- Ulgen
- Umay (déesse)
- Erlik

## Source
Türk Söylence Sözlüğü, Deniz Karakurt, Türkiye, 2011 (OTRS: CC BY-SA 3.0) Modèle:Webarşiv